# Les tueurs sont lâchés
Pour plus de détails, voir Fiche technique et Distribution.
Les tueurs sont lâchés (titre original : Assignment to Kill) est un film américain de Sheldon Reynolds sorti en 1968.

## Synopsis
À la suite du naufrage de deux cargos, le financier Curt Valayan touche une prime d'assurance de 15 millions de dollars. Doutant cependant des causes de ces accidents, la compagnie décide d'engager Richard Cutting afin de retrouver le comptable de Valayan, Walter Green. Ce dernier serait prêt à affirmer qu'il effectuait des malversations pour son employeur. Le détective se rend donc en Suisse pour suivre la trace de Green mais celle-ci se termine dans l'épave d'un avion. Sur place, Cutting rencontre Matt Wilson et son acolyte, tous deux également à la recherche de Green.

## Fiche technique
- Titre original : Assignment to Kill
- Réalisation : Sheldon Reynolds
- Scénario : Sheldon Reynolds
- Directeurs de la photographie : Enzo Barboni et Harold Lipstein
- Montage : George R. Rohrs
- Musique : William Lava
- Production : Jimmy Lydon
- Genre : Film policier
- Pays de production :  États-Unis
- Durée : 102 minutes
- Dates de sortie :
  - Allemagne de l'Ouest : 16 août 1968
  - États-Unis : Décembre 1968
  - France : 24 septembre 1969
- Affiche : Jean Mascii (France)

## Distribution
- Patrick O'Neal (VF : Claude Giraud) : Richard Cutting
- Joan Hackett : Dominique Laurant
- John Gielgud (VF : Jean-Henri Chambois) : Curt Valayan
- Herbert Lom (VF : Jacques Thébault) : Matt Wilson
- Eric Portman : le notaire
- Peter Van Eyck : Walter Green
- Oskar Homolka (VF : Yves Brainville) : Inspecteur Ruff
- Leon Greene (VF : Claude Bertrand) : l'homme de main de Wilson
- Kent Smith : Mr. Eversley
- Philip Ober : Bohlen
- Martin Miller (VF : Henri Virlojeux) : le chef de la Police (non crédité)